# ドクメンタ

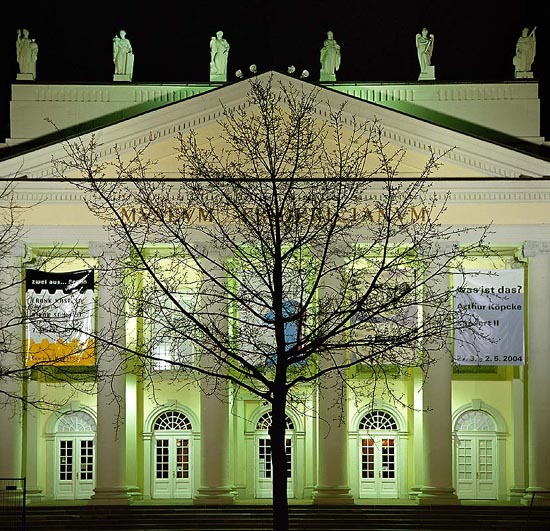
ドクメンタ7でヨーゼフ・ボイスが行った『Stadtverwaldung』（都市緑化、7,000本の樫の木プロジェクト）の20年後の姿。フリデリチアヌム美術館前の大きく育った樫の写真

ドクメンタ（documenta）とはドイツ連邦共和国中央部（かつての東西ドイツ国境付近）、ヘッセン州の小さな古都・カッセルで1955年以来、5年に一度行われる現代美術の大型グループ展である。あるテーマのもとに現代美術の先端を担う作家を世界中から集めて紹介するという方針で開催されており、美術界の動向に与える影響力が大きく、世界の数ある美術展の中でも「ヴェネツィア・ビエンナーレ」に匹敵する重要な展覧会の一つに数えられる。
1人のディレクターがテーマ選定、作家選定を一任され全責任を負う（ディレクターが数人のキュレーターをさらに集めてチームを組むこともある）。他の美術展にあるような賞制度はない。
作品はフリデリチアヌム美術館を中心に市内各地に展示される。近年は1回で欧州全土から60万人程度の観客を集め、町おこしにもなっている。

## 沿革

### 前衛芸術の復権
第1回は1955年に当地在住の美術家、建築家、教師でもあったアルノルト・ボーデが提唱し、同年カッセルで開催された「第3回西ドイツ連邦庭園見本市」の行事の一環として開催された。戦後ドイツの芸術の復興を掲げ、ナチ独裁体制下で退廃芸術として弾圧されたモダン・アートの名誉回復をはかり、20世紀の重要な前衛芸術運動の作家たち（パブロ・ピカソ、ピエト・モンドリアン、ジャン・アルプ、アンリ・マティス、エルンスト・ルートヴィヒ・キルヒナー、エミール・ノルデほか多数）の業績を振り返る内容の展覧会であった。ボーデのこの計画は国の内外から大きな反響を得、以後ドクメンタは現代美術の動向を映し出す展覧会として確立されるようになる。
この展覧会は第二次世界大戦以後、「文化と芸術の国」から「ファシズムと芸術破壊の国」へとイメージダウンしたドイツ国家のイメージ回復や文化的復権をも意図していた。また東西ドイツ国境で開催することで将来の統合後のドイツの地理的にも文化的にも中心地となることを目指したが、冷戦継続により当面は東側に対する西側（欧米）の自由で先端的な美術のショーケースとして開催されることを余儀なくされた。ゲルハルト・リヒターをはじめ、多くの東ドイツの芸術家がドクメンタを訪れた後に東ドイツからの脱国を決意した。

### 世界の最重要な展覧会へ
第2回以降はカッセル市やヘッセン州の出資による「ドクメンタ有限会社」が設立され、以来現在までこの会社の企画・運営によって当初はほぼ4年に一度、現在はほぼ5年に一度開催されている。
- 第2回は回顧展から一転し、同時代の（西欧の）美術動向をまとめた展覧会となった。
- 第3回以降は展覧会は同時代の美術の動向を端的に示すような主題（テーマ）が決められ、それに沿った作品が発表される。
- 第4回以降は物故者を除くことになり、同時代の作家だけの参加となり同時代美術（現代美術）のみが展示されるようになった。これにより、美術の現実性・現代性をより反映した展覧会となった。
  - このころ、世界最大の美術展ヴェネツィア・ビエンナーレ（国ごとのパビリオンが賞を競う形式の展覧会）が「美術界のオリンピック」としてアメリカ、フランスほか大国同士のメダル争いの場となり、巨額の資本が動く現場と化して、美術の動向を考える場として有効に機能しなくなったため、国別展示ではなくテーマ展であるドクメンタの「世界最大の現代美術展」としての重要性が非常に高まった。
- 第5回以来、ディレクター（芸術総監督）が任命され、テーマや作家選定はディレクター個人に一任されることになり展覧会の訴えたい内容がより明確になった。特に第5回はハラルド・ゼーマン（1933年～2005年、スイス生まれ）が任命され話題となった回であった。彼は1969年にベルンで「態度が形になるとき」（When Attitudes Become Form）というコンセプチュアル・アートの伝説的な展覧会をまとめ上げた当時気鋭のキュレーターで、彼の監督した第5回はヨーゼフ・ボイスらを大々的に起用し多くのハプニングやパフォーマンスアートを実行させ「美術とは何か」を問うたドクメンタ史上最も美術界に対するインパクトが大きい展覧会であった。しかし観客の評判が悪く展覧会は赤字に終わり、カッセル市が彼を告訴するほどであった。以降、ディレクターの人選と手腕、打ち出すテーマが毎回賛否両論を呼ぶようになった。

### 冷戦後の混乱

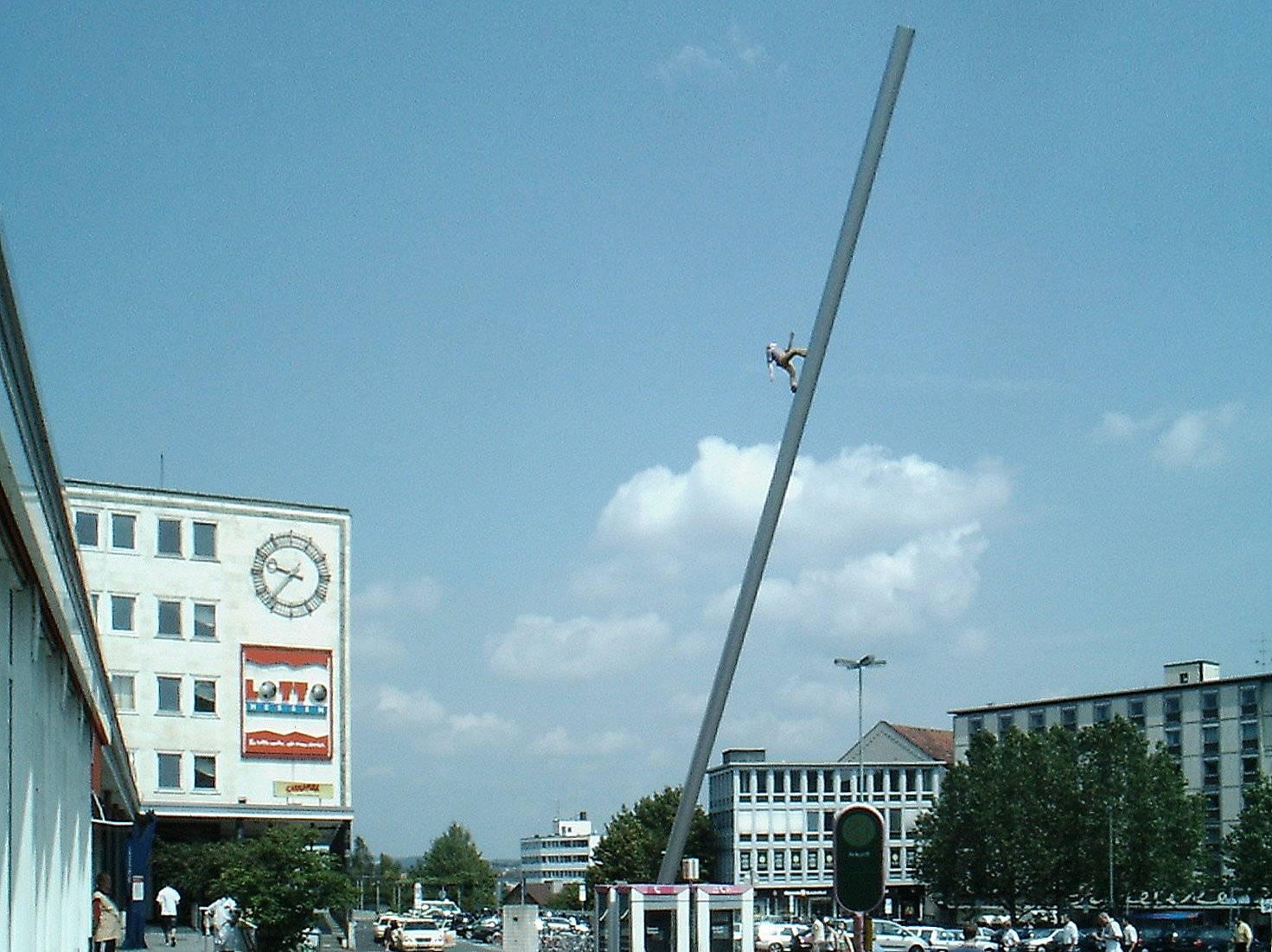
ジョナサン・ボロフスキーの作品・Himmelsstürmer

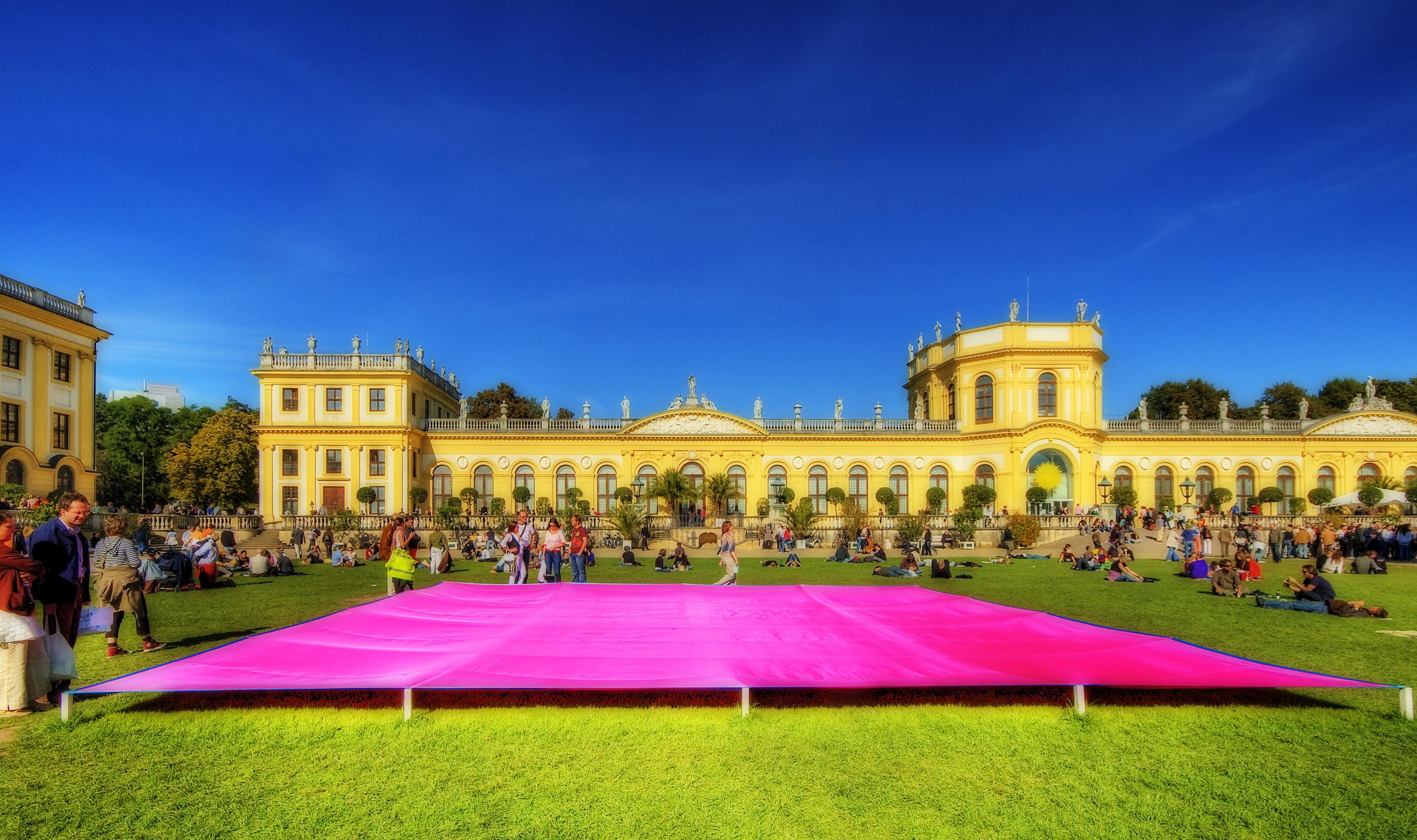
第12回（2007年）で展示された田中敦子の作品（1955年発表、2007年再制作）

ドクメンタは毎回白人男性がディレクターであったため必然的に選ばれる作家も西欧か北米の作家が多く、偏りが指摘されていた。特に1980年代にはアジアや中南米、アフリカの作家を取り上げる展覧会が各地で開催され風向きを変え（例：「大地の魔術師たち」展、ポンピドゥー・センター）、またフェミニズムが美術の世界でも影響を強め第三世界の作家や女性作家を取り上げることも課題となった。
そして冷戦後、ドクメンタは対東側の美術戦略拠点としての役割を終えた。現代美術自体が欧米だけでなく旧東側諸国やアジア・アフリカ・中南米など多様な国からも発信されるようになり、それらを一括りに定義付けることは困難になり、もはやドクメンタの意義は薄らぎ形骸化したかのように指摘されるようになった。
- 冷戦終結後初の第9回(1992年)ではベルギー人のヤン・フートがディレクターに選ばれたが、統一テーマは設けられなかった。また物故者であるにもかかわらずヨーゼフ・ボイスの作品が出展された。37カ国からの作家が選ばれ日本人は川俣正、舟越桂、竹岡雄二、片瀬和夫、長沢英俊が出展したが、欧米中心のきらいはあり近郊ではドクメンタに対抗した『他文化との遭遇展』が開催された。
- 1997年の第10回で初の女性ディレクター、フランス人のカトリーヌ・ダヴィッドが就任。欧米中心の作家選定であったが、会期中毎日レクチャーを行い、コンセプチュアルアートや映像・写真を中心とした意欲的な展示を行った。
- 2002年の第11回は一転し、初めてのアフリカ出身者であるナイジェリア人オクウィ・エンヴェゾーがディレクターに就任し「グローバリゼーション」を主題にした。多様な国からの作家参加と、旧植民地や内戦をテーマに極めて政治性・社会性の強いドキュメンタリー的な映像作品の多さが特徴であった。他都市での巡回展との共催、シンポジウムなどを積み重ねて展覧会本番に結びつける展覧会作成のプロセスなど、いくつかの手法がわかりにくいと批判されたが今後の展覧会のあり方の参考として注目も浴びた。
- 2007年の第12回はロゲール=マルティン・ビュルゲルがディレクターとなり、「近代は我々の古代/過去か」「グローバリゼーションの中での剥き出しの生とはなにか」「美術の教育において我々は何をなすべきか」の3つを大まかなテーマとした展示が行われた。会場はカッセル各地の展示空間や宮殿にまで広がる過去最大のものとなり、中世から現代までの世界各地作家の作品が注釈なしに並べられた。全体にこの時期のグローバリズムや現代美術市場の加熱に対するアンチテーゼとなる作品が目立ち、各地の国際展やアートフェアでの人気作家を招待していないことも特徴となった。
- 2012年には、日本からは、現代美術家・大竹伸朗（「MON CHERI: A Self-Portrait as a Scrapped Shed」）と、takram design engineering（「Shenu: Hydrolemic System」）の田川欣哉、渡邉康太郎、カズ・ヨネダ等が参加した。
- 第14回(2017年)は、ポーランド出身のアダム・シムジック（Adam Szymczyk）がディレクターとなり、「アテネに学ぶ（Learning From Athens）」とテーマとした。ギリシャの首都アテネにも会場を設け、アテネとカッセルでほぼ同内容の展覧会を開催した。カッセル以外を会場としたのは初めてであった。西洋文明の起源の地でもあり、2015年欧州難民危機では中東・アフリカ移民のヨーロッパ流入の最前線となり、2010年欧州ソブリン危機ではユーロを守るためにドイツに緊縮財政を押し付けられて経済や社会の危機を経験したギリシャを、ドイツを代表するアートイベントが大きく取り上げ、会場も移したことは、大きな反響を呼んだ。美術家などのインタビューを放送するラジオ番組なども設けられた。

## データ
| 回数   | 開催期間                                                           | 参加作家数 | ディレクター                       | 来場者数                                          |
| ------ | ------------------------------------------------------------------ | ---------- | ---------------------------------- | ------------------------------------------------- |
| 第1回  | 1955年7月16日～9月18日                                             | 148人      |                                    | 130,000人                                         |
| 第2回  | 1959年7月11日～10月11日                                            | 338人      |                                    | 134,000人                                         |
| 第3回  | 1964年6月27日～10月5日                                             | 361人      |                                    | 200,000人                                         |
| 第4回  | 1968年6月27日～10月6日                                             | 151人      |                                    | 220,000人                                         |
| 第5回  | 1972年6月30日～10月8日                                             | 218人      | ハラルド・ゼーマン                 | 228,621人                                         |
| 第6回  | 1977年6月24日～10月2日                                             | 622人      | マンフレート・シュネッケンブルガー | 343,410人                                         |
| 第7回  | 1982年6月19日～9月28日                                             | 182人      | ルディ・フックス ほか              | 378,691人                                         |
| 第8回  | 1987年6月12日～9月20日                                             | 150人      | マンフレート・シュネッケンブルガー | 474,417人                                         |
| 第9回  | 1992年6月13日～9月20日                                             | 189人      | ヤン・フート ほか                  | 603,456人                                         |
| 第10回 | 1997年6月21日～9月28日                                             | 120人      | カトリーヌ・ダヴィッド             | 628,776人                                         |
| 第11回 | 2002年6月8日～9月15日                                              | 118人      | オクウィ・エンヴェゾー ほか        | 650,924人                                         |
| 第12回 | 2007年6月16日～9月23日                                             | 114人      | ロゲール・ビュルゲル               | 754,301人                                         |
| 第13回 | 2012年6月9日～9月16日                                              | 180人      | カロリン・クリストフ＝バカルギエフ | 860,000人                                         |
| 第14回 | 2017年4月8日～7月16日（アテネ） 2017年6月10日～9月17日（カッセル） | 160人以上  | アダム・シムジック                 | 339.000人（アテネ会場） 891.500人（カッセル会場） |